# Китайсько-Корейська платформа

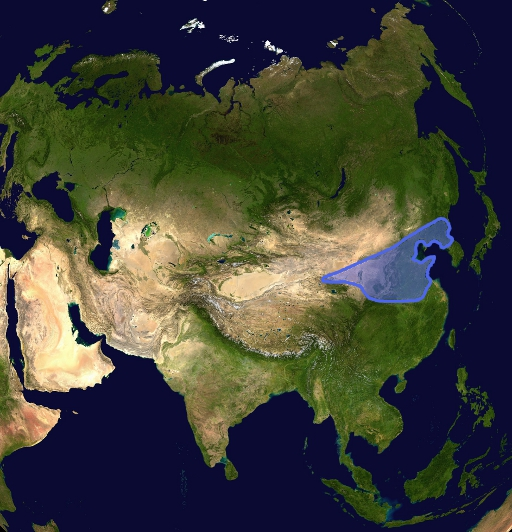

Китайсько-Корейська платформа (Синійський щит), (рос. Китайско-Корейская платформа, англ. Chinese-Korean Platform, нім. Chinesisch-Koreanische Tafel f) — древня платформа, що охоплює басейн сер. і ниж. течії р. Хуанхе, Корейський і Шаньдунський п-ови і акваторію Жовтого моря. Кристалічний фундамент К.-К. п. складений гранітами, ґнейсами і кристалічними сланцями архейської і протерозойської доби, виступає на поверхню в межах Корейського, Ляодунського і Шаньдунського п-овів і пров. Шаньсі. К.-К.п. включає Ордоську синеклізу, антеклізу Шаньсі, Півн.-Китайську синеклізу, які складають разом Півн.-Китайську плиту, а також Сино-Корейський щит і Сх.-Китайське перикратонне опускання, що відкривається в однойменне окраїнне море. Фундамент платформи перекритий горизонтально залеглим або слабо дислокованим осадовим чохлом, який складається з верхньо-протерозойських (сінійських), нижньо- і верхньопалеозойських, мезозойських і кайнозойських відкладів, дуже поширених у межах низин і на шельфі. У сер. течії р. Хуанхе (Ордоська синекліза) чохол К.-К. п. складений головним чином мезозойськими відкладами. З аншанською серією (ниж. протерозой) пов'язані великі род. залізистих кварцитів. У відкладах кам'яновугільної, пермської і юрської доби зосереджені родов. кам. вугілля, в палеогенових і неогенових — горючі сланці і вугілля (Фушунь), у пермських — боксити (пров. Шаньдун). До крейдових і кайнозойських відкладів Півн.-Китайської синеклізи приурочені нафт. родов. на узбережжі зат. Бохайвань. Нафта і газ відомі також в Ордоській синеклізі. З виявами мезозойського магматизму пов'язані родов. руд золота, вольфраму і поліметалів на Корейському п-ові, стибію і міді — на Ляодунському п-ові.